# Hvar
Hvar (em italiano Lesina; em latim Pharus; em grego clássico Φάρος) é uma ilha do mar Adriático localizada na costa da Dalmácia na Croácia.
A maior vila da ilha é Hvar com 4.138 habitantes (em 2001). Outras localidades da ilha são Stari Grad, Jelsa e Sucuraj.